# Alina Ammann
Alina Ammann (* 16. Februar 1998) ist eine deutsche Leichtathletin. Sie startet für den TuS Esingen.

## Sportliche Karriere
Ihre erste vordere Platzierung bei Deutschen Meisterschaften war der vierte Platz im 800-Meter-Lauf im Jahr 2016. 2019 wurde sie Dritte der Hallenmeisterschaften über 800 Meter hinter den beiden Münchnerinnen Katharina Trost und Christina Hering. 2020 und 2022 wurde Ammann jeweils Fünfte der Deutschen Meisterschaften.
Bei den Deutschen Meisterschaften 2023 in Kassel wurde sie Deutsche Meisterin über 800 Meter mit einer Siegerzeit von 2:01,42 Minuten. Sie beendete damit eine Serie von Christina Hering, die zuvor im Freien sieben Meistertitel in Folge gewonnen hatte. In diesem Jahr wurde sie zur Sportlerin des Jahres von Schleswig-Holstein gewählt.